# ニセコバス
ニセコバス (NISEKO BUS Corporation.)は、北海道虻田郡ニセコ町に本社を置く北海道中央バス（中央バス）グループのバス会社である。

## 概要
1950年（昭和25年）にニセコ観光自動車株式会社として設立され、バス2台とハイヤー2台でニセコ - 昆布温泉 - 昆布駅 - ニセコを循環運行したのが始まりである。その後道路整備の進捗により倶知安方面に路線を拡大した。
ニセコ観光自動車は過疎地域営業のため経営状態が良くなく、経営状況を改善したいニセコ観光自動車とニセコ方面へ事業拡大したい中央バスの思惑が一致。1968年（昭和43年）にニセコバス株式会社へ改称し、中央バスの出資を受け中央バスグループの一員としてスタート。増資と同時に車両も増やして事業を拡大した。
1978年（昭和53年）には中央バス寿都営業所廃止による路線・施設譲渡、倶知安営業所廃止による倶知安ターミナルの賃借を受け、1985年（昭和60年）には国鉄岩内線廃止代替バスの運行を開始すると同時に岩内営業所を設置している。路線バスは過疎化、モータリゼーション化と同時に、ニセコ地区などの観光エリアはレンタカーや貸切バスの利用が多いため伸び悩み気味であるが、フリー乗降制の導入などで利便性向上を図っている。
2024年9月13日、北海道中央バスが当社の完全子会社化決定を発表した。中央バス総業が保有する50%の自己株式を当社が取得。自己株式を消却し、2024年9月30日、完全子会社となる予定。

### 年表
- 1950年（昭和25年）10月3日 ニセコ観光自動車を設立[1]。
- 1968年（昭和43年）
  - 4月3日 ニセコバスに改称[2]。
  - 4月25日 中央バスの出資を受け中央バスグループ入り[2]。
- 1978年（昭和53年）
  - 4月1日 中央バスより寿都営業所・蘭越出張所管轄施設・路線の譲渡、倶知安ターミナルの賃借を受ける[5][6]。
  - 5月 貸切バス専門の札幌営業所を開設[7]。
- 1979年（昭和54年）4月3日 札幌営業所を廃止し、新たに設立された札幌第一観光バスへ営業権譲渡。1983年（昭和58年）5月の交代までニセコバス社長が札幌第一観光バス社長を兼務[7]。
- 1983年（昭和58年）6月10日 倶知安ターミナルを北1条西2丁目から南3条東5丁目に移転、小沢線及び小樽線（倶知安発着便）を倶知安駅前経由に変更。
- 1985年（昭和60年）7月1日 岩内営業所を開設[2]。
- 2001年（平成13年） 蘭越出張所廃止。
- 2002年（平成14年）4月1日 ニセコ町からの委託を受け、ニセコ町内循環バス「ふれあいシャトル」の運行開始。
- 2005年（平成17年）4月1日 寿都営業所を寿都ターミナルへ組織変更し、岩内営業所管轄となる。
- 2007年（平成19年）12月1日 倶知安ターミナル廃止[8]。
- 2012年（平成24年）10月1日 デマンドバス「にこっとBUS」ならびにスクールバス運行開始。これに伴いニセコ町内循環バス「ふれあいシャトル」は9月30日の運行を以て廃止。
- 2014年（平成26年）12月21日 本社を旧JAようてい肥料倉庫跡に移転
- 2015年（平成27年）9月1日 中央バスの運行する高速いわない号（一部便）の小樽駅前 - 岩内ターミナル間、高速ニセコ号（全便）の小樽駅前 - いこいの湯宿いろは間の受託運行を開始（小樽営業所の担当）。
- 2024年（令和6年）
  - 9月13日 北海道中央バスが当社の完全子会社化を決定[9]。
  - 9月30日 北海道中央バスの完全子会社化予定[9]。

## 事業所
すべて北海道に所在。
本社・本社営業所
虻田郡ニセコ町字中央通8番地
2014年（平成26年）7月にニセコ町中央倉庫群跡地民間活力導入による再活用計画公募に伴い再活用計画に応募。同年9月に再活用計画が認められ、12月21日に旧本社からJAようてい肥料倉庫跡に移転。同社屋に入居していた中央バスグループの泰進建設ニセコ営業所も同時に移転。
小樽営業所
小樽市真栄1丁目7-7
中央バス真栄営業所と併設。
岩内営業所
岩内郡岩内町字万代51-22
中央バス岩内ターミナルと併設。中央バス岩内管内一般路線の運行・管理を受託していた。
1985年（昭和60年）7月に国鉄岩内線廃止代替バス運行のため新設。
寿都ターミナル
寿都郡寿都町字新栄町87
国道229号沿いにあり、待合室と発券窓口を設置する。定期券は予約申込のみ受け付ける。
1943年（昭和18年）3月1日に中央バス寿都営業所として開設。下部組織として蘭越出張所、原歌車庫（島牧村）があった。1954年（昭和29年）6月に蘭越出張所に統合され一旦廃止されたが、1962年（昭和37年）12月に寿都出張所を設置。1963年（昭和38年）には蘭越営業所管轄下となり、1965年（昭和40年）4月に寿都営業所として独立した。1978年（昭和53年）4月1日に中央バスから譲渡を受けてニセコバス寿都営業所となった。
その後は蘭越出張所を本社営業所管轄へ変更（2001年廃止）、原歌車庫の廃止を経て、2005年（平成17年）3月より岩内営業所寿都ターミナルへ変更されている。
倶知安ターミナル（廃止）
虻田郡倶知安町南3条東4丁目5
倶知安駅から約1.3 km離れた倶知安町役場の近くに位置していた。1964年（昭和39年）12月10日に中央バスが倶知安駅に近い北1条西2丁目に倶知安ターミナルと併せて出張所を設置。1971年（昭和46年）9月1日に倶知安営業所となり、1978年（昭和53年）4月1日の営業所廃止と同時にニセコバスが借り受け引き継いだ。
1983年（昭和58年）6月10日に南3条東4丁目の倶知安車庫敷地内に移転。2007年（平成19年）12月1日のダイヤ改正をもって廃止された。倶知安ターミナルを起終点としていた小沢線・倶知安線は倶知安駅前発着に変更された。廃止時には小樽線、小沢線、倶知安線が発着していたほか、2006年（平成18年）3月までは高速ニセコ号も乗り入れていた。
蘭越出張所（廃止）
磯谷郡蘭越町蘭越町
1964年（昭和39年）3月1日に設置された中央バス磯谷営業所が前身。1951年（昭和26年）9月に蘭越に移転し蘭越営業所となり、1965年（昭和40年）4月には寿都と入れ替える形で出張所となった。1978年（昭和53年）4月1日の寿都営業所管内譲渡によりニセコバス寿都営業所蘭越出張所となった。
本社管轄への変更を経て2001年（平成13年）4月1日の蘭越線（蘭越出張所 - 名駒 - 港町）廃止・蘭越町営バス移管により車両配置がなくなり廃止された。停留所名としての「蘭越出張所」は2024年（令和6年）11月30日まで使われ、翌12月1日より「蘭越」に変更された。
- 本社営業所（移転前の旧本社）
- 小樽営業所
- 岩内営業所
- 寿都ターミナル
- 倶知安ターミナル

## 路線バス
2025年（令和7年）4月1日現在

### 小樽線・倶知安ニセコ線
- ニセコ駅前 - 本通り - ニセコビュープラザ - 羊蹄登山口 - 自衛隊正門前 - 倶知安橋 - 倶知安駅前 - 後志総合振興局 - 厚生病院前 - ワイス温泉 - 小沢 - 国富事業所 - 仁木役場前 - 余市駅前十字街 - 蘭島 - 長橋5丁目 - 小樽駅前（小樽ターミナル）
  - 倶知安 - 小樽間では急行運転を行う。ニセコ駅前 - 厚生病院前間の区間便（倶知安ニセコ線）も設定される。

1969年（昭和44年）5月25日に中央バスの小樽倶知安線との相互乗り入れで運行開始。1974年（昭和49年）6月1日に中央バス便が廃止されニセコバス便に一本化されている。1988年（昭和63年）、倶知安 - 小樽の区間便廃止。

### 福井線
- ニセコ駅前 - 本通り - ニセコビュープラザ - 宮田 - 福井 - 昆布駅前 - 農業改良センター - 蘭越
  - 農業改良センター - 蘭越間、蘭越行は高校通・蘭越駅、ニセコ行は小学校前・蘭越役場通を経由する。

2002年（平成14年）4月1日に小樽線との直通系統を廃止し、ふれあいシャトルニセコ - 昆布便運行開始により減便されている。
利用客の減少などから廃止する方針を打ち出しており、ニセコ町は2011年（平成23年）11月22日まで利用者からの意見を募っていた。2012年（平成24年）4月1日付の予定であったが、同日以降も運行を継続している。

### ニセコ線
- ニセコ駅前 - ヒルトンニセコビレッジ - アンヌプリスキー場 - いこいの湯宿いろは - 昆布温泉 - 湯本温泉 - 五色温泉郷
  - 運休期間あり。閑散期の平日および冬期は全便昆布温泉折り返し。

五色温泉郷（旧・ニセコ山の家）より倶知安までは廃止されている。ニセコ駅前 - 昆布温泉間は川北線と称していた。

### 倶知安線
- 倶知安駅前 - 厚生病院前 - 後志総合振興局 - 倶知安駅前 - 倶知安橋 - 自衛隊正門前 - ミッドタウンニセコ - ひらふウェルカムセンター - 樺山小学校 - 東山 - ヒルトンニセコビレッジ

運休期間あり。夏期は2011年（平成23年）運行開始。倶知安橋 - ミッドタウンニセコ間は国道5号・北海道道631号ニセコ高原比羅夫線を経由し、道南バスが通年運行する倶知安東山線（倶知安駅前 - 北海道道343号蘭越ニセコ倶知安線 - 樺山小学校）とは経路が異なる。

### 小沢線
- 倶知安駅前 - 後志総合振興局 - 厚生病院前 - ワイス温泉 - 小沢 - 国富 - 共和役場前 - 前田 - 老古美 - 岩内十字街 - 岩内ターミナル（国鉄岩内線廃止代替）

旧来から中央バスが運行していたが、1974年（昭和49年）6月1日よりニセコバス便が運行を開始し相互乗り入れとなった。1978年（昭和53年）4月1日には中央バスが運行する小沢線廃止によりニセコバス運行に一本化。1985年（昭和60年）7月1日の岩内線代行開始時は小沢駅発着の岩内線が新設されたがのちに廃止されている。
2019年（令和元年）11月30日をもって、前田旭経由（前田より共和高校・前田旭を経由し前田に戻る）便の運行を終了した。

### 雷電線
- 寿都ターミナル - 寿都役場通 - 樽岸 - ゆべつのゆ - 湯別 - 追分 - 鰊御殿 - 美谷 - 磯谷 - 港町 - 雷電温泉郷 - 八千代の沢 - 島野郵便局 - 岩内十字街 - 岩内ターミナル

寿都営業所譲受後も中央バス便が設定されていたが、1994年（平成6年）4月1日に廃止されニセコバス運行に一本化された。
寿都 - 岩内 - 小樽間に寿都線が運行されていたが、乗客数の減少により国からの補助が受けられない状況となることから関係市町村で協議の結果、2008年（平成20年）10月1日付で廃止。寿都線分を雷電線に振り替えたため寿都 - 岩内間の本数は変わりない。
2017年（平成29年）11月30日をもって、寿都ターミナル - 港町間の区間便の運行を終了した。
2019年（令和元年）11月30日をもって、寿都ターミナル - 樽岸間の旧道（大磯町）経由便の運行を終了し、全便新道経由に改められた。

### 黒松内線・長万部線
- 寿都ターミナル - 寿都役場通 - 樽岸 - ゆべつのゆ - 湯別 - 追分 - 岱下 - 中の川 - 黒松内駅 - 黒松内温泉 - ワラビタイ - 二股駅 - 長万部温泉入口 - 長万部駅前
  - 黒松内線は寿都ターミナル - 黒松内温泉間の運行。

全日運行であったが、乗務員不足等があり平日のみ運行（2017年（平成29年）12月1日より日曜・祝日運休、2025年（令和7年）4月1日より土曜日も運休）となっている。
寿都鉄道線廃止代替。旧寿都鉄道バス・北海道中央バスの路線。大成線（寿都 - 黒松内駅前 - 東川）は1998年（平成10年）4月1日廃止。

### 島牧線
- 寿都ターミナル - 弁慶岬 - 歌島中央 - 本目 - 豊浜局前 - 島牧役場前 - 賀老通り - 元町支所 - 原歌 - ポン狩場 - 栄浜
  - 寿都ターミナル - 原歌間の区間便あり。

2007年（平成19年）4月1日に雷電線との直通系統を廃止。
全日運行であったが、乗務員不足等があり平日のみ運行（2017年（平成29年）12月1日より日曜・祝日運休、2025年（令和7年）4月1日より土曜日も運休）となっている。2019年（令和元年）6月、ニセコバスは乗務員の確保が困難になるとして、同年12月の冬ダイヤで島牧線を減便した上で、来年3月末で廃止する意向を地元自治体に表明した。以降も運行継続しているが、前述の通り平日のみ運行とするなど縮小傾向は続いている。なお、ニセコバス運休日は島牧村が代替交通を運行する。

### ニセコ - 新千歳空港
- ひらふウェルカムセンター・ニセコ東山ペンションビレッジ・いこいの湯宿いろは・本通り・ニセコビュープラザ（・ルスツリゾート） - 千歳駅前・新千歳空港

夏期の千歳ニセコ線（休止中）は、中央バス（千歳営業所）と共同運行する定期観光バス。7月1日から8月31日まで運行されていたが、2011年（平成23年）以降は7月下旬もしくは8月から概ね2か月半程度の期間に拡大。藤山、苔の洞門、モーラップは2016年（平成28年）より通過となった。2020年（令和2年）と2021年（令和3年）は運休の告知があったが、以降も設定されていない。
冬期スキーバスの千歳・ニセコ号は、案内や予約受付は中央バスで取り扱い、運行コースに「ニセコバス車両で運行」と注記が付される。2024 - 2025年シーズンよりルスツリゾートは通過となった。往復割引やスキーバス向けバスパックは、往路・復路いずれかが札幌駅発着の札幌・ニセコ号（札幌第一観光バス運行）乗車の場合も適用となる。

### いわない循環バス「ノッタライン」（受託）
- 岩内ターミナル→島野郵便局→西小学校→岩内第二中学校→東相生→岩内保健所→岩内協会病院→岩内十字街→岩内ターミナル→大浜→あかしや公園→東山歩道橋→東小学校→岩内協会病院→宮園団地→岩内保健所→岩内協会病院→岩内十字街→岩内ターミナル

岩内町が運行主体のコミュニティバス。2015年（平成27年）度に1箇月の試験運行を2回行い、2016年（平成28年）10月1日正式運行開始。

### ニセコ町デマンドバス「にこっとBUS」（受託）
運行主体はニセコ町。ニセコ町域（五色温泉郷を除く）および蘭越町の昆布駅・昆布温泉病院周辺（蘭越町内で完結する利用は不可）を、予約に基づいた経路で結ぶ区域運行（デマンド交通）。

### その他
ほか、夏季のニセコ周遊バス、冬季のニセコ・ユナイテッドシャトルが運行される。

### 主な休廃止路線
蘭越線
- 寿都営業所 - 港町 - 蘭越[2]

しりべし号（ニセコ函館線）
- 2015年（平成27年）度：倶知安駅前・ひらふウェルカムセンター・ヒルトンニセコビレッジ・いこいの湯宿いろは・道の駅ニセコビュープラザ・道の駅くろまつない - 函館駅前（函館駅前バスターミナル）（9月5日から10月12日までの土日祝日）[32]
- 2016年（平成28年）度：倶知安駅前・ニセコ駅前・昆布駅前・蘭越（役場前） - 新函館北斗駅・函館駅前（7月1日から9月30日まで、12月21日から3月20日まで）[33]

都市間高速バス。北海道新幹線新函館北斗駅開業にともなう北海道庁の北海道新幹線二次交通等整備事業（観光誘致）に伴う試験運行として運行。倶知安駅前および道の駅ニセコビュープラザにて、ニセコバス（小沢線、小樽線）および道南バス（胆振線、真狩線）の路線バスと接続する。2016年（平成28年）度はルートを変更し期間運行した。

## 貸切バス
貸切バス事業は通常は札幌運輸支局管内および登別市、室蘭市、伊達市、白老郡、有珠郡、虻田郡、山越郡、瀬棚郡での発着が認められているが、貸切バス事業者安全性評価認定制度による優良事業者に限定した営業区域の弾力的な運用により北海道全域となっている貸切バス事業者安全性評価認定制度による優良事業者に限定した営業区域の弾力的な運用の特例で北海道全域となっている。。

## 車両
1985年（昭和60年）購入車までは白地に青いラインを入れた独自塗色を採用していたが、1986年（昭和61年）以降は原則中央バスと共通のカラーリングとなり、社名表記程度の違いとなっている。
路線車両は2017年（平成29年）3月31日現在で28台登録されている。前面にニセコバスのイニシャル「NB」を入れるなどアレンジされており、中央バス高速・貸切車両の譲渡車も運用される。
貸切車両は37台登録されている。ハイデッカー車は原則として中央バス貸切車塗装で、側面にはかつて "NISEKO BUS"と書かれたが後に "CHUO GROUP"に変更。路線用に転用される際には "NISEKO BUS"に書き換えられる。スーパーハイデッカー車に中央バス高速車共通塗装、中央バスより譲渡を受けた旅行会社専用塗装が存在する。
ニセコ町より委託を受け運行する町内循環バス（ふれあいシャトル）は独自塗装となる。ニセコ地区の外国人観光客の増加を受け、一部を除き方向幕には英語表記がされているほか、車内放送も日英2カ国語による案内となっている。
- 路線車両
- 中央バス高速車共通塗装
- 中央バス貸切車共通塗装 側面"NISEKO BUS"
- 中央バス貸切車共通塗装 側面"CHUO GROUP"
- ジェイティービー専用貸切車両

## 乗車券
中央バスのターミナルである小樽駅前ターミナルと中央バスから運行・管理を受託している岩内ターミナルはニセコバスに乗車する際も中央バスの乗車券が自動券売機により発行される(共通乗車扱い)。寿都ターミナルはニセコバス独自の金額式の乗車券が発行される。また、岩内ターミナル-倶知安駅前・寿都ターミナル間の往復乗車券もニセコバスにより発行されている。

回数乗車券についてはニセコバス独自の金券式回数乗車券が発行されており、ニセコバス全線と小樽駅前-国富事業所-岩内ターミナル・いこいの湯宿いろは間で路線が重複する高速いわない号・ニセコ号の競合区間で使用できる。ただし、同じく路線が重複している余市周辺の一般路線では使用できない。